# Cynortula torquata
Cynortula torquata is een hooiwagen uit de familie Cosmetidae.